# Pércio de Moraes Branco
Pércio de Moraes Branco (Lagoa Vermelha, Rio Grande do Sul, 13 de maio de 1947) é um geólogo, lexicógrafo e autor brasileiro. É autor e co-autor de livros tidos como referência na área de mineralogia e foi diretor do Museu de Geologia por doze anos.

## Biografia
É formado em geologia pela Universidade Federal do Rio Grande do Sul em 1970 e trabalha com pesquisa mineral no Brasil. É professor e consultor em gemologia. Publicou vários livros sobre gemologia e mineralogia, além de muitos artigos em revistas e congressos[carece de fontes?]. Também estuda e publica livros sobre a história do Rio Grande do Sul.
Mantém o blog perciombranco.blogspot.com, onde escreve principalmente sobre temas de Gemologia e Mineralogia.
Suas atividades em seu campo de conhecimento lhe renderam uma homenagem pela câmara municipal de Lagoa Vermelha e a colaboração como especialista para o dicionário Houaiss para o qual redigiu em 3431 verbetes relacionados a geologia, gemologia e mineralogia.
Seu destaque em seu campo de conhecimento lhe renderam uma homenagem pela câmara municipal de Lagoa Vermelha e a colaboração como especialista para o dicionário Houaiss no qual redigiu em 3431 verbetes relacionados a geologia, gemologia e mineralogia.